# دايفيد كيلتون
دايفيد كيلتون (بالإنجليزية: David Kelton)‏ هو لاعب كرة قاعدة أمريكي، ولد في 17 ديسمبر 1979 في دوثان في الولايات المتحدة.